# Saint-Coulomb
Saint-Coulomb is een gemeente in het Franse departement Ille-et-Vilaine in de regio Bretagne. De plaats maakt deel uit van het arrondissement Saint-Malo. Saint-Coulomb telde op 1 januari 2022 2.970 inwoners.
Er staat het kasteel van La Motte-Jean.

## Geografie
De oppervlakte van Saint-Coulomb bedroeg op 1 januari 2022 18,04 vierkante kilometer; de bevolkingsdichtheid was toen 164,6 inwoners per km².

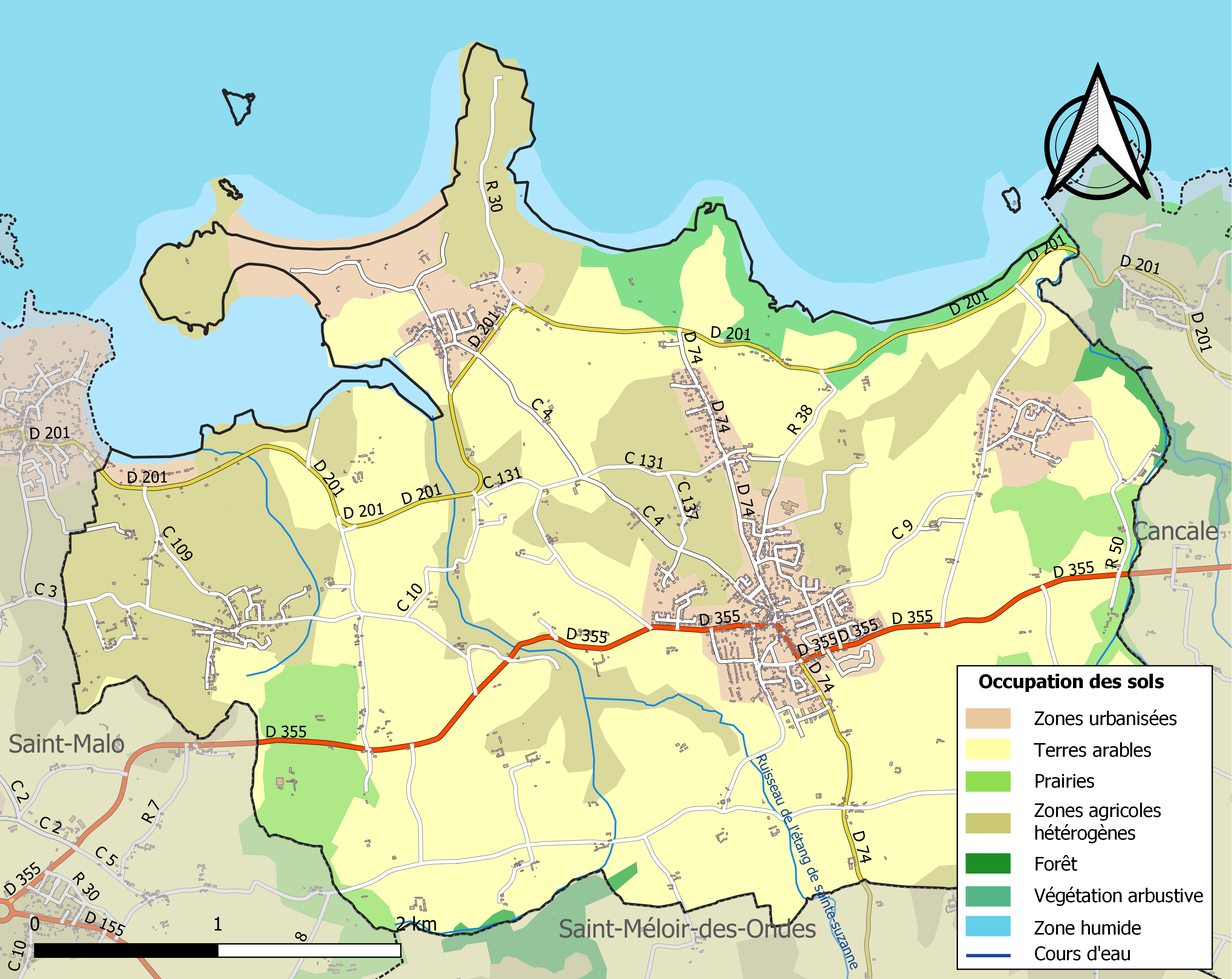
Kaart van de gemeente met belangrijkste infrastructuur, bodemgebruik en omliggende gemeenten

## Demografie
Onderstaande figuur toont het verloop van het inwonertal, bron: INSEE-tellingen. 